# No.1
No.1 – drugi koreański album studyjny BoA. Został wydany 1 kwietnia 2002 roku przez wytwórnię SM Entertainment, sprzedał się w liczbie 544 853 egzemplarzy w Korei Południowej.
Album został wydany w Japonii 12 czerwca 2002 roku przez Avex Trax. Osiągnął 2 pozycję w rankingu Oricon Album Chart i pozostał na liście przez 21 tygodni.

## Lista utworów
1. „No.1”
2. „My Sweetie”
3. „Neul.. (Waiting..)” (kor. 늘..(Waiting..))
4. „Tragic”
5. „Shy Love”
6. „Day”
7. „Dear My Love...”
8. „Nan (Beat It!)” (kor. 난 (Beat It!))
9. „P.O.L. (Power of Love)”
10. „My Genie”
11. „Pain-Love”
12. „Happiness Lies”
13. „Realize (Stay with Me)”
14. „Azalea”
15. „Listen to My Heart” (Bonus)
16. „No.1” (English Ver.) (Bonus, na płycie japońskiej)